# Aeshna williamsoniana
Aeshna williamsoniana – gatunek ważki z rodziny żagnicowatych (Aeshnidae). Występuje na terenie Ameryki Środkowej.